# エティエンヌ・フランソワ・ド・ショワズール

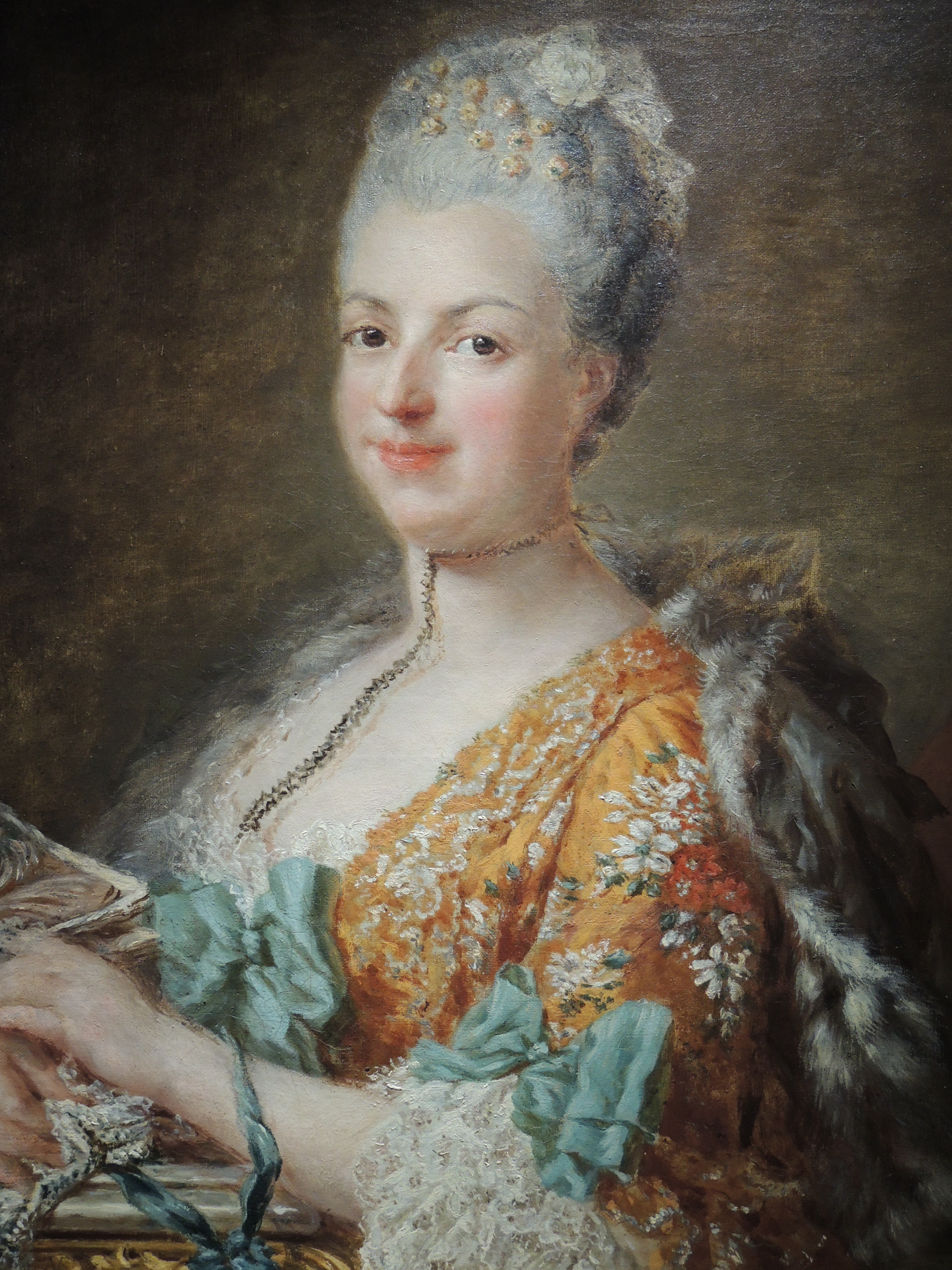
妃ルイーズ・オノリーヌ・クローザ・デュ・シャテル

エティエンヌ＝フランソワ・ド・ショワズール公爵（Étienne-François de Choiseul、1719年6月28日 – 1785年5月8日）は、フランス王国の軍人、外交官、政治家、貴族。同時代の政治家セザール・ガブリエル・ド・ショワズール＝プラランは従兄。そのほかショワズールを名乗る人物は同時代のフランス宮廷に何人もいる。

## 生涯

### 軍人時代
スタンヴィル侯爵フランソワ・ジョセフ・ド・ショワズールの長子として生まれ、スタンヴィル伯爵を名乗る。スタンヴィル家はロレーヌ地方の古い貴族で、フランツ1世との関係も浅くはない。長じて軍務に就き、オーストリア継承戦争では、ボヘミア、イタリア戦線などに転戦、デティンゲンの戦いにはノアイユ公爵の下で参戦している。1745年にはネーデルラントで軍務に就き、モンス、シャルルワ、マーストリヒトなどの包囲戦に参加した。中将となったショワズールはシャテル侯爵の息女、ルイーズ・オノリーヌと1750年に結婚した。ルイーズはルイ14世時代の有名な軍隊請負人出身の財産家クローザの孫娘で、ショワズールはこれによって莫大な持参金と資産を得た。

### 出世
当時フランス宮廷ではポンパドゥール夫人がルイ15世の寵妃として権勢を振るっていた。そのポンパドゥール夫人を追い落とそうとする陰謀のひとつに、1752年の、夫がショワズールの従兄弟であるショワズール・ボープレ伯夫人を国王の新たな愛妾としようとする動きがあり、その首謀者は陸軍大臣のマルク・ピエール・ド・ダルジャソンであった。国王は一度は夫人に寵を与え、ポンパドゥール夫人の地位につけることを夫人に約束した。夫人は、ショワズールが自分の味方と思い込んでいたが、ショワズールはここでポンパドゥール夫人にあなたの地位が危険だと通報した。ポンパドゥール夫人は国王の意思を変えさせて自分の地位を保ち、ボープレ夫人は追放された。
この一件でショワズールは出世の糸口を掴んだ。ショワズールはローマ駐在大使に任命された。その任務は、当時フランスの重大な国内問題となっていた宗教問題であった。ショワズールは教皇ベネディクトゥス14世と折衝してなんとか妥協できる条件を探り出し、ヴェルサイユに評価された。その後、ショワズールはウィーン大使として外交革命に携わる。その主役はヴェンツェル・アントン・フォン・カウニッツ＝リートベルクであり、彼はもっぱらヴェルサイユのポンパドゥール夫人経由で交渉したのでその貢献度は少ないものと思われるが、国際情勢の展開はすぐにショワズールを政治の主役に引き上げることになった。

### 実質宰相として
七年戦争の始まった後しばらくして、ショワズールと同じくポンパドゥール夫人の子飼いであるベルニは、その任に堪えられないと見なされるようになっていた。というのもベルニは、状況の展開から、この戦争がフランスにとって益になるものでもなければ行うべきものでもないと考えるに至っていたからである。ベルニは何度も早期和平を訴えたが、これは国王にとってもポンパドゥール夫人にとってもウィーンにとっても不都合なことだった。やがてベルニはショワズールを呼び戻して自分の後任に据えるよう求め、ヴェルサイユもウィーンもこれを良案と考えた。こうしてショワズールは外務大臣に就任する。ベルニの誤算は、彼の構想ではショワズールが表でベルニ自身が裏、といわば二人三脚でやっていこうと考えていたのに対し、ショワズールはもちろんウィーンもヴェルサイユも、和平派のベルニが影響力を持つことは望んでいなかったことであった。ベルニは枢機卿職を退職金代わりに追い払われ、ショワズールがポンパドゥール夫人の信頼のもとに腕を振るうことになった。ショワズールが公爵位を得たのはこのときである。
ショワズールはヴェルサイユ条約締結の前にポンパドゥール夫人からその内容を知らされたときは否定的な感想を持ったようにそのメモワールには書いてあるが、戦争指導では一貫して主戦派だった。プロイセン王国の不利を承知していたショワズールは、プロイセンは遅かれ早かれ音を上げる、むしろプロイセンがその勢力を大幅に失うとオーストリアとロシアを利させすぎるから危険だと考えていた。そしてプロイセンが脱落すれば海軍に資金を集中できるからイギリスとの戦争も挽回できるとも考えていた。もちろん実際にはプロイセン軍がその優秀さとしぶとさを全ヨーロッパに知らしめて屈せず、ドイツ戦線ではフランス軍はハノーファーからライン川に追い返された。アメリカ大陸での敗北は回復不能で、予算を集中できない海軍は敗北が続いた。
ショワズールはイギリスに両国間での単独講和を申し込みつつ、戦争は続行の意向だった。というのも、プロイセンもオーストリアもまだまだ粘り続ける様子だったし、フランスとしても交渉は始めたいがそれは戦況をある程度回復させた後でなければ領土の大幅譲渡は避けられず、またその見込みがあると考えていたからである。そういう状況でショワズールが求めたのが同じブルボン家の諸国、とくにスペインとその海軍力で、いわゆる家族協定である。しかし、スペインの参戦はイギリスの占領地を増やすだけに終わり、この戦争では役に立たなかった。そうこうしているうちにロシアで政変が起こって戦線を離脱、プロイセンが俄然有利になってもはや、戦争を続けても状況改善の見込みは無くなった。もとよりどの国もこの時期が戦争を続ける国力の限界で、七年戦争は終結となった。
ショワズールは戦争中から引き続き戦争後も第一大臣としていくつもの重要役職を兼務した。その外交政策では、ショワズールはフランスの敵はイギリスと考え、そのイギリスがプロイセンと同盟している以上、オーストリアとの同盟を堅持し、また家族協定も同様であった。オーストリアとの同盟を確固たるものにするために、マリー・アントワネットを皇太孫の妃として迎え入れた。国内では軍事力の回復、とくに海軍力の増強を図っていた。ショワズールにとって、また、この時代の誰にとっても七年戦争の終結は次のイギリスとの戦争までの休憩に過ぎなかった。
国内では、財政再建には完全に失敗している。後の時代から見ればフランスは革命に向けて一直線であった。その他着目すべきは、イエズス会の禁止が挙げられよう。ショワズールが一貫して教会勢力に冷たかったことは、王太子ルイとの関係を決定的に悪くした。ルイは常に政府指導の外部にあって、ショワズールの指導を批判的に見ていたが、この件は特に批判的だった。そのためルイの即位はショワズールの即罷免を意味していたが、ルイは早くに亡くなった。

### 晩年
ポンパドゥール夫人の死後も筆頭大臣の地位を保ったショワズールだったが、その失脚はデュ・バリー夫人によってもたらされた。ショワズール自身遅かれ早かれこういうことになるだろうと思っていたようである。もともとデュ・バリー夫人に批判的だったショワズールだったし、新しい愛妾を利用してショワズールを失脚させようとする政敵も多かったが、直接の引き金を引いたのはデュ・バリー夫人を盛んに攻撃したショワズールの妻と妹グラモン公爵夫人であったという。ショワズールはデュ・バリー夫人よりもその後ろのリシュリュー元帥を敵と見なしていたようである。その後のフランス政治はモプー、デギュイヨン公、アベ・テレが政務を執り、しばらく三頭政治と言われる体制になる。隠遁命令を受けて田舎に引っ込んだショワズールは回想録の作成にいそしんだ。
死去したとき、ショワズールは巨額の借金を残した。膨大な財産を継承し、重職を長くしかも掛け持ちで務めてその給与も莫大であったというのに、それほどに散財していたわけである。夫人に対して、自分は国家に長く大きく貢献したのだから国王に頼んで何とかしてもらってくれと言い残したという話はたいていの本が引用している。
ショワズールの回想録はルネ・ルイ・ド・ダルジャソンの日記と並んでこの時代の政治史の有名な一次資料であって、よく引用されるが、その中でルイ15世に対する批判はかなり厳しい。

## その他
- ショワズールはヴォルテールと交流があり、ヴォルテールにフリードリヒ大王との文通の書面を提出させていたが、それは大王も知っていた。つまり、ショワズールとフリードリヒ大王の間にはヴォルテールを介して「裏口」が出来ていた訳である。
- 同様に有名なルイ15世の秘密外交にいつも悩まされた。ある時はサンジェルマン伯爵を追いかけ、ある時はシュヴァリエ・デオンの起こした騒ぎの扱いに苦慮した。